# Katastrofa lotu VASP 168
Katastrofa lotu VASP 168 miała miejsce 8 czerwca 1982 roku w okolicach miasta Fortaleza w Brazylii. Boeing 727-212A, należący do linii VASP, lecący z Rio de Janeiro rozbił się w czasie podchodzenia do lądowania. W katastrofie zginęło 137 osób (128 pasażerów i 8 członków załogi) — wszyscy na pokładzie.
Początkowo samolot odbywał lot z São Paulo do Rio de Janeiro, jednak po wylądowaniu w Rio, większość pasażerów wysiadła, a na pokład wsiedli nowi pasażerowie lecący do Fortalezy. Samolot ponownie wystartował. W czasie zbliżania się do Fortalezy, kontrola lotów nakazała pilotom zniżyć lot na wysokość 5000 stóp (1500 metrów) i rozpocząć schodzenie do lądowania. W pewnym momencie Boeing uderzył w zbocze góry na wysokości 2500 stóp (750 metrów). Spośród 137 osób znajdujących się na pokładzie nikt nie przeżył katastrofy.
Według śledczych, kapitan Boeinga schodząc do lądowania, zdezorientował się widząc w oddali światła miasta Fortaleza. Sądząc, że maszyna znajduje się bliżej lotniska niż powinna, kapitan przyspieszył schodzenie samolotu i nagle maszyna uderzyła w górę. Katastrofa ta była największą katastrofą lotniczą pod względem liczby ofiar w Brazylii do czasu katastrofy lotu Gol Transportes Aéreos w 2006 roku, w której zginęły 154 osoby.